# Бодельтег
Бодельтег (англ. Bodelteh), Острови Бодельтег, Бодельтезькі острови, — група припливних островів, біля півострова Олімпія, штат Вашингтон, США
. 
При низькому відпливі Бодельтезькі острови поєднуються сухопутним проходом  з мисом Алава, й, таким чином, стають найзахіднішою континентальної частини США до якої можна дістатися сушею.